# Jalaun (distrikt)
Jalaun är ett distrikt i den indiska delstaten Uttar Pradesh, och hade 1 454 452 invånare år 2001 på en yta av 4 565 km². Det gör en befolkningsdensitet på 318,6 inv/km². Den administrativa huvudorten är staden Orai. De största religionerna är Hinduism (89,37 %) och Islam (10,06 %).

## Administrativ indelning
Distriktet är indelat i fem kommunliknande enheter, tehsils:
- Jalaun, Kalpi, Konch, Madhogarh, Orai

## Städer
Distriktets städer är huvudorten Orai samt Jalaun, Kadaura, Kālpi, Konch, Kotra, Madhogarh, Nadigaon, Rampura och Umri.
Urbaniseringsgraden låg på 23,41 procent år 2001.